# رضا توکلی
رضا توکلی (زاده ۱۸ تیر ۱۳۳۹) بازیگر و کارگردان سینما و تلویزیون اهل ایران است. او با نقش‌آفرینی در مجموعه تلویزیونی مردان آنجلس (۱۳۷۷) در نقش  «آنتونیوس چوپان» به شهرت رسید. 
وی در سال ۱۳۷۷ سریال گام آخر به تهیه‌کنندگی محمدرضا خالقی را کارگردانی کرد که از شبکهٔ اول سیما پخش شد. فیلم کوتاه ۱۶ م. م روز مریم محصول کانون پرورش فکری کودکان و نوجوانان نیز از ساخته‌های وی است. از دیگر نقش‌های مهم او می‌توان به بازی در مجموعه‌های تلویزیونی او یک فرشته بود (۱۳۸۴) و زیرزمین (۱۳۸۵) اشاره کرد.

## زندگی هنری
رضا توکلی در سال ۱۳۳۹ در مشهد زاده شد. در دوران تحصیل به گروه‌های نمایشی و موسیقی در منطقه ده آموزش و پرورش تهران وارد شد. او در مرکز فیلمبرداری و تئاتر نیروی هوایی فعالیت هنری خود را ادامه داد و به ساخت فیلم‌های ۱۶ میلیمتری مستند داستانی، آموزشی و خبری پرداخت و پس از آن بازیگری را تجربه نمود. او در سال ۱۳۷۷ سریال گام آخر به تهیه‌کنندگی محمدرضا خالقی را کارگردانی کرد که از شبکه اول سیما پخش شد.

## فیلم‌شناسی

### سینما
- پرواز ۱۷۵ (۱۴۰۲)
- بی پی ام بند[۴] (۱۳۹۹)
- دوازده صندلی (۱۳۹۰)
- بوی گندم (۱۳۸۹)
- قند تلخ (۱۳۸۷)
- معبد جان (۱۳۸۷)
- استخونای بابام (۱۳۸۶)
- دایناسور (۱۳۸۶)
- خیلی دور، خیلی نزدیک (۱۳۸۳)
- آیه‌های زمینی (۱۳۸۲)
- تیک (۱۳۸۰)
- مریم مقدس (۱۳۷۹)
- جوانی (۱۳۷۷)
- روز شیطان (۱۳۷۳)
- آخرین شناسایی (۱۳۷۲)
- تعقیب سایه‌ها (۱۳۶۹)
- افسون (۱۳۶۷)
- در مسیر تندباد (۱۳۶۷)
- سیمرغ (۱۳۶۶)
- غریبه (۱۳۶۶)
- یاسین (۱۳۹۲)
- تسلیم سرنوشت ۲ (در عنوان بندی نیامده)
- هیس! دخترها فریاد نمی‌زنند (در عنوان بندی نیامده)
- اینجا تاریک نیست (در عنوان بندی نیامده)

### تلویزیونی
- سوجان (۱۴۰۳)
- رستگاری (۱۴۰۳)
- محرمانه (۱۴۰۲)
- بی نشان (۱۴۰۱)
- دردسرهای شیرین (۱۴۰۱)
- احضار (۱۴۰۰)
- نوار زرد ۲ (۱۴۰۰)
- احضار (۱۴۰۰)
- دادستان (۱۳۹۹)
- گاندو (۱۳۹۸)
- افسانه هزارپایان (۱۳۹۸)
- سر دلبران (۱۳۹۷)
- پرستاران (۱۳۹۵)
- برادر (۱۳۹۵)
- کیمیا (۱۳۹۴)
- آخرین بازی (۱۳۹۳)
- رهایی (۱۳۹۲)
- مثل من، مثل تو (۱۳۹۱)
- به خاطر مونا (۱۳۹۱)
- راستش را بگو (۱۳۹۱)
- پنج کیلومتر تا بهشت (۱۳۹۰)
- چهار چرخ (۱۳۹۰)
- عملیات ۱۲۵ (۱۳۸۹)
- فاصله‌ها (۱۳۸۹)
- خسته دلان (۱۳۸۸)
- پنجمین خورشید (۱۳۸۸)
- غیرمحرمانه (۱۳۸۷)
- جاده در دست تعمیر (۱۳۸۷)
- یک وجب خاک (۱۳۸۶)
- چهل سرباز (۱۳۸۶)
- تله فیلم محبوبه (۱۳۸۶)
- زیرزمین (۱۳۸۵)
- به دنیا بگویید بایستد (۱۳۸۵)
- فصل زرد ۱۳۸۴
- روزهای اعتراض (۱۳۸۴)
- او یک فرشته بود (۱۳۸۴)
- رانت‌خوار کوچک (۱۳۸۲)
- سفر سبز (۱۳۸۱)
- جوانی (۱۳۸۰ سعید سلطانی)
- رستوران خانوادگی (حسین سهیلی‌زاده ۱۳۸۰) (یک قسمت، بازیگر میهمان)
- عید آن سال‌ها (۱۳۷۸–۱۳۷۷)
- مردان آنجلس
- سیمرغ (۱۳۷۱)

### نمایش خانگی
- جادوگر (۱۴۰۱)
- موچین (۱۳۹۹)
- مانکن (۱۳۹۸)

### فیلم کوتاه
قهوه ام را تلخ مینوشم (1400)

### کارگردان
- سگ‌های پوشالی (فیلم)
- گام آخر - ۱۳۷۷ (مجموعه تلویزیونی)